# Departament de l'Arno
El departament de l'Arno va ser un departament francès creat el 25 de maig de 1808 sobre l'antic Ducat de la Toscana, al centre-nord de l'actual Itàlia i incorporat al Primer Imperi Francès de Napoleó I. La ciutat de Florència n'era la prefectura.